# Estadio de Alytus
El Estadio de Alytus (antiguamente Estadio del Centro Deportivo y Recreativo de Alytus, y en el período de entreguerras del siglo XX Estadio Dzūkai) es un estadio multiusos en Alytus.
El estadio albergó las finales de la Copa de Lituania en 1997, 2002, 2011 y 2018.

## Historia

### Inicios
En el verano de 1924 se inauguró el estadio Dzūkų. Al principio solo había un campo de fútbol, luego se instalaron canchas de tenis y una cancha de baloncesto. En 1924, se celebró la Fiesta del Deporte de los Fusileros en el estadio (el principal iniciador fue Karolis Dineika). En 1925, tuvo lugar el primer congreso regional de los agricultores de primavera de Dzūkija, al que asistieron 1.500 personas. Se llevó a cabo una olimpiada local. Fue organizada por Jonas Borevičius y Antanas Graževičius. En 1926, el Regimiento de Caballería de Ulanos de la Gran Duquesa Birutė de Lituania, conmemorando la muerte del oficial Antanas Juozapavičius, organizaba carreras de caballos, saltos de obstáculos, etc. En verano, se celebró una fiesta deportiva de fusileros en Alytus. El instructor de deportes en ese momento era el profesor de cultura física del gimnasio de Alytus, Karolis Dineika. En 1929, el presidente Antanas Smetona estableció una copa de deportes ecuestres. Ese año fue ganada por el segundo Regimiento de Ulanos estacionado en Alytus. La copa también fue para los ulanos en 1930, 1932 y 1933.

### Reconstrucción
En 1957-1958, el estadio de Alytus fue reconstruido y cercado con una valla de hormigón. Se instaló uno de los mejores campos de fútbol de Lituania, pistas de atletismo y sectores de atletismo ligero. El estadio estaba "transversal", pero fue reconstruido "longitudinalmente". El arquitecto fue Gediminas Ąžuolas, y las obras fueron supervisadas por el director de SM Alytus, Kazys Svetikas. En 1958, durante las festividades de inauguración, jugaron los equipos juveniles de Lituania y Leningrado.
En 1958-1986, el estadio acogió competiciones de atletismo, balonmano, fútbol, festivales deportivos de fábricas que operaban en Alytus. También acogió los eventos de espectáculos más importantes: autorodeo, concursos de hombres fuertes, exposiciones caninas, juegos deportivos juveniles, competiciones de la liga de fútbol de Lituania. En 1971-1975, se celebró el campeonato de hockey sobre hielo de Lituania en invierno. En 1975, el equipo de fútbol FK Dainava Alytus ganó el título de campeón de Lituania por primera vez en este estadio.
En 1993, se inició la reconstrucción del estadio de la ciudad de Alytus: un área de 2,4 hectáreas: un campo de fútbol con tribunas para 2.500 asientos, 2 canchas de tenis al aire libre, una cancha de baloncesto, voleibol de playa. Se planea instalar pistas de atletismo, sectores de lanzamiento, un campo de minigolf, baños ecológicos. En 1999, el estadio de Alytus acogió 14 partidos de la A Lyga, 10 campeonatos de distrito y un torneo internacional de fútbol infantil de tres días. También se celebraron 7 eventos culturales y de entretenimiento. En verano, operaba un kartódromo de aficionados y canchas de tenis. Se organizaron dos torneos de tenis de aficionados al aire libre de la ciudad de Alytus por primera vez en ellos. En total, alrededor de 50.000 residentes de la ciudad visitaron el estadio de la ciudad durante la temporada. Debido al desgaste, el estadio no se había renovado desde 1995. Desde 1993 hasta 2010, se llevaron a cabo trabajos de reconstrucción del estadio, durante los cuales se renovó la infraestructura de atletismo, se ampliaron las tribunas de espectadores y se cambió el césped del campo de fútbol.

## Competencias internacionales
El 17 de septiembre de 2010, el estadio se inauguró después de la reconstrucción. El césped del estadio fue probado por primera vez por los "Veteranos de Dainava" y el club de periodistas deportivos de Lituania "Pressas". En 2013, en el Campeonato Europeo de la UEFA Sub-19, el 20 de julio, se jugó un partido entre Georgia y Francia (0-0), el 23 de julio, entre los equipos juveniles de los Países Bajos y Portugal (1-4). El 26 de julio, se jugó un partido entre los equipos sub-19 de los Países Bajos y España (2-3). El 29 de julio, se jugó la semifinal entre los ganadores de los grupos A y B en el estadio. En mayo de 2018, se celebraron partidos de la fase final del Campeonato Europeo Femenino Sub-19 de la UEFA.